# Il prode faraone
Il prode faraone (Professor Beware) è un film del 1938 diretto da Elliott Nugent con Harold Lloyd. Questo è il suo penultimo film: l'ultimo che girerà sarà nel 1947.

## Trama
Egittologo, Dean Lambert, accusato di furto d'auto, scappa e comincia una corsa per raggiungere un gruppo a New York diretto in Egitto. Con la polizia sulle sue tracce egli alternativamente si caccia e si libera dai guai durante la strada.